# Château de Kilmory
Le château de Kilmory, également connu sous le nom de Kilmory House, est une grande maison du XIXe siècle situé juste au sud de Lochgilphead, en Argyll and Bute, sur la côte ouest de l'Écosse. Elle fait actuellement office de quartier général pour le conseil d'Argyll and Bute. Le jardin est ouvert au public et fait partie d'un "country park" situé sur la propriété d'origine.
Il y avait une église à Kilmory dans les temps anciens, et dans les années 1550 l'église et les terres de Kilmory étaient détenues par l'abbé de Paisley. En 1575 la propriété est acquise par Donald Campbell de Kilmory, et reste dans la famille Campbell pendant plus de 250 ans. Une résidence a pu y être bâtie dès le XIVe siècle.
Eliza Campbell, la fille aînée de Peter Campbell, épouse Sir John Orde, 2nd Baronet en 1824. Il hérite de la propriété à la suite de la mort de son beau-père en 1828 et de sa femme en 1829. Orde fait démolir la modeste maison des Campbell et la remplace par une grande bâtisse de style gothique dont les plans sont réalisés par l'architecte Joseph Gordon Davis. Le noyau de la vieille maison est conservé, mais est étendue pour former un L, avec de nouvelles décorations extérieures et intérieures, et une grande tour octagonale au coin sud-ouest. Orde a également beaucoup amélioré les abords de la maison, en chargeant William Hooker d'étendre les jardins en 1830. De nouvelles extensions ont lieu dans les années 1860.

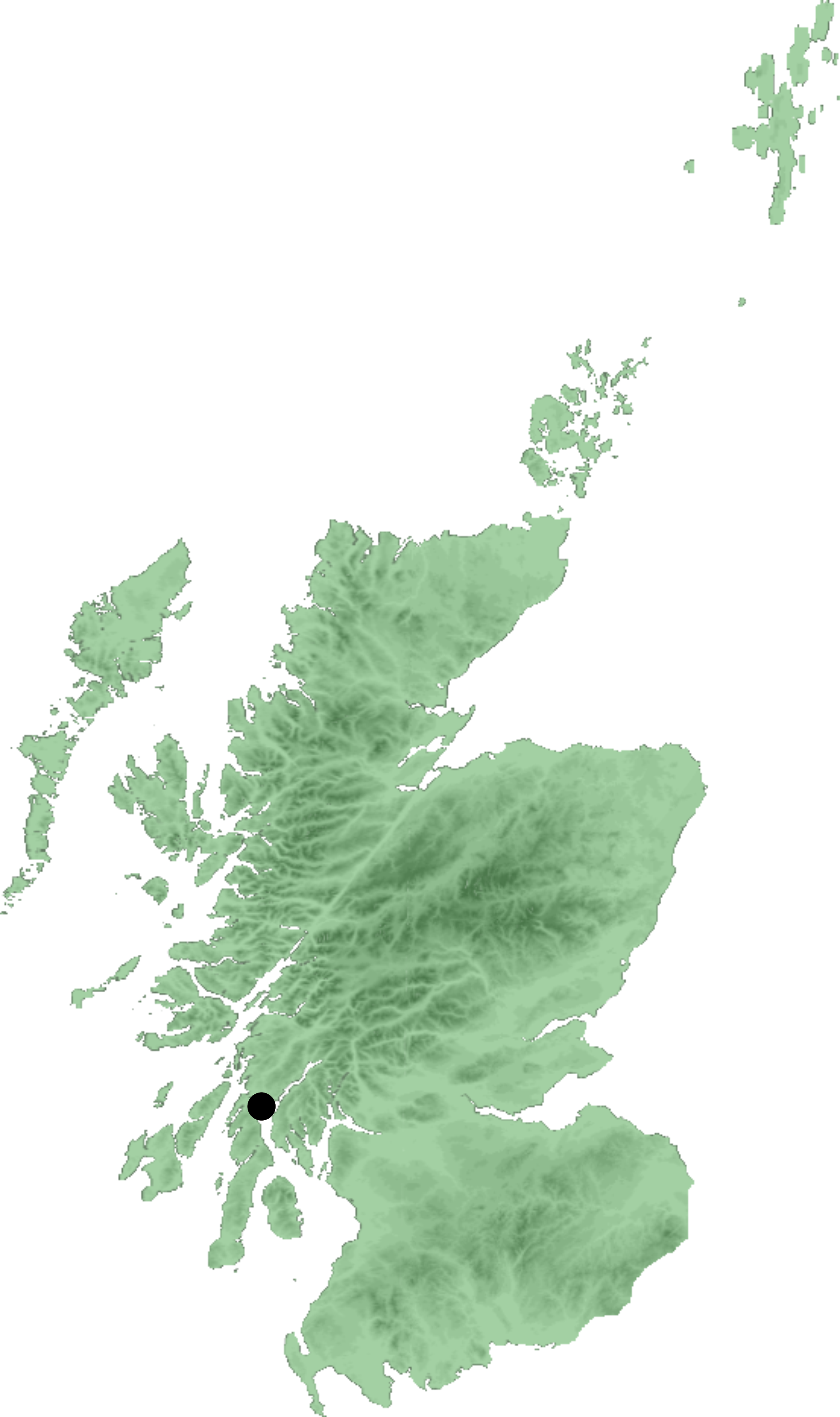
Localisation du château de Kilmory.

Orde est enterré dans le cimetière privé accolé à la maison en 1878. Son fils lui succède comme baronet, et change son nom en Campbell-Orde en 1880. Le Campbell-Orde Baronets conserve la propriété jusqu'en 1938. Elle passe dans différentes mains par la suite, et est successivement un hôtel, et un centre de conférences.. 
En 1974, Le conseil d'Argyll County acquiert le bâtiment pour en faire le quartier général du Argyll and Bute District Council, créé en 1975. En 1995 le fonctionnement du gouvernement local du pays est à nouveau réorganisé, mais la maison demeure le quartier général de la nouvelle entité administrative d'Argyll and Bute. Une extension au bâtiment est réalisée en 1980-1982 pour accueillir des bureaux et augmenter la place disponible. Le feu abîme le bâtiment principal l'année suivante et plusieurs intérieurs doivent être refaits.
On dit que le château est hanté par le fantôme d'une 'Green Lady'. 